# Amboronabo
Amboronabo is een plaats en commune in het zuiden van Madagaskar, behorend tot het district Sakaraha, dat gelegen is in de regio Atsimo-Andrefana. Tijdens een volkstelling in 2001 telde de plaats 8.641 inwoners.
De plaats biedt alleen lager onderwijs aan. 50% van de bevolking werkt als landbouwer en 49% houdt zich bezig met veeteelt. Het belangrijkste landbouwproduct is bananen; andere belangrijke producten zijn maniok en uien. Verder is 1% actief in de dienstensector.